# Cold War Kids
Cold War Kids — американський інді-рок музичний гурт з міста Лонг-Біч, Каліфорнія.

## Історія
Гурт Cold War Kids сформувався в 2004 році, коли учасники почали регулярно збиратися в квартирі одного з учасників гурту — Джонні Рассела, в центрі міста Фуллертон. Назва була придумана Меттом Моустом під час його подорожі з братом до Європи, в Будапешті.

## Дискографія
- Robbers & Cowards (Downtown, V2) — 2006
- Loyalty to Loyalty (Downtown, V2) — 2008
- Mine Is Yours (Downtown, V2) — 2011
- Dear Miss Lonelyhearts (Downtown, V2) — 2013
- Hold My Home (Downtown, V2) — 2014